# Тристаннид палладия
Тристаннид палладия — бинарное интерметаллическое неорганическое соединение
палладия и олова
с формулой PdSn3,
кристаллы.

## Получение
- Сплавление стехиометрических количеств чистых веществ:

{\displaystyle {\mathsf {Pd+3Sn\ {\xrightarrow {345^{o}C}}\ PdSn_{3}}}}

## Физические свойства
Тристаннид палладия образует кристаллы
ромбической сингонии,
пространственная группа C mca,
параметры ячейки a = 1,720 нм, b = 0,647 нм, c = 0,650 нм, Z = 8
.
Соединение образуется по перитектической реакции при температуре 345°C .